# Ileana Cosânzeana

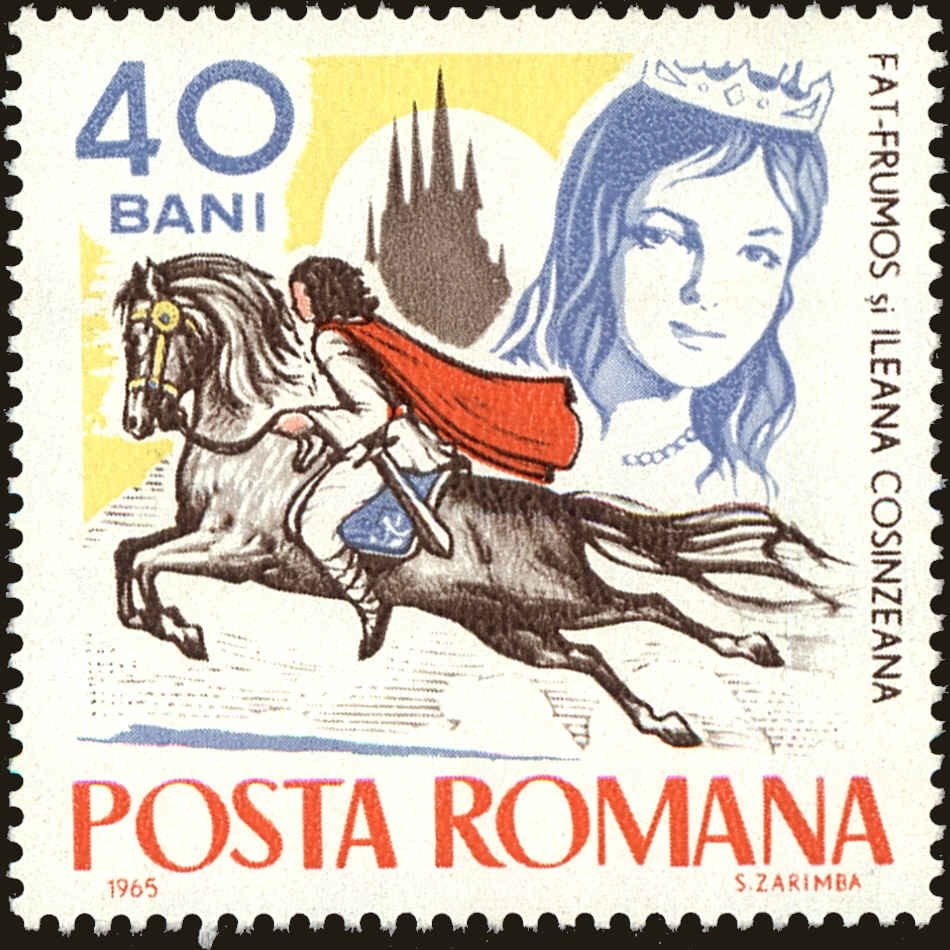
Ileana Cosânzeana su un francobollo emesso dalla Romania.

Ileana Cosânzeana (con le varianti Ileana Simziana, Chira Chiralina, Inia Dinia) è il principale personaggio femminile delle fiabe (basme) mitologiche rumene, la corrispondente femminile di Făt-Frumos, essendo solitamente il suo ideale femminile.

## Natura e rappresentazione
Anche se non viene sempre nominata in questo modo, Ileana Cosânzeana è una fata (zână), una fanciulla sapienziale e maliziosa, iniziata nella magia benefica, che spesso ha come consulente e amico un cavallo incantato.
È sempre molto bella e coraggiosa, uno spirito indipendente con virtù militari simili alle Amazzoni, ma senza avere il loro disprezzo verso gli uomini. In qualche variante, Ileana Cosânzeana viene confusa con la fata (o l'imperatrice) dei fiori, come divinità della primavera (che riporta, forse per influenza storica o per sincretismo religioso, alla dea romana Flora).
Ileana Cosânzeana ha anche rappresentazioni mitologiche complesse - "Ileana Cosânzeana dalla sua chioma i fiori cantano, mentre nove paesi lontani ascoltano" -, vive dall'altra parte del mondo, e viene raggiunta solo attraverso un tunnel di oscurità al bordo del mondo. Degno di nota è il carattere terrestre, che essa mantiene in entrambe le situazioni, carattere che la distingue pienamente da Iana Sanziana, divinità astrale spesso confusa con Ileana per via della somiglianza del nome.

## L'immagine nella fiaba
Secondo la tradizione folcloristica, Ileana Cosânzeana viene rapita dal Zmeu (balaur), chiusa in una torre o in un castello o più semplicemente portata dall'altra parte del mondo. L'eroina viene salvata, in queste versioni, da Făt-Frumos, che nel suo viaggio verso di lei, passa attraverso molti riti di iniziazione. Alla fine lui combatte con lo zmeu, lo sconfigge e libera la fanciulla. E la fiaba finisce, il più delle volte con il matrimonio. E vissero tutti felici e contenti fino a  vecchiaia inoltrata.
Lo Zmeul o il  balaur è sempre innamorato di Ileana, ma in nessuna fiaba hanno dei figli insieme. La Căpcăuna (la femmina del Zmeu) è invece quella che ha dei figli sotto diverse sembianze (ragazze o zmei). L'atto del concepimento è rappresentato come legame diretto con l'intenzionalità della donna. Un bambino non può nascere attraverso lo stupro di Cosânzeana, ma solo attraverso l'atto sessuale tra lei e l'uomo che ha scelto.

## Altri nomi
Inia-Dinia, dal "Monastero Calu-Gastru in una cannuccia si appoggia e in un capello si appende", è una fata che magicamente può volare, accompagnata sempre da 12 fanciulle. Chira Chiralina (presente soprattutto nelle ballate popolari) fa parte in certa misura della stessa categoria, ma il mito viene parzialmente sovrastato da uno strato di folclore sotto urbano.